# Asa, Josaphat et Joram

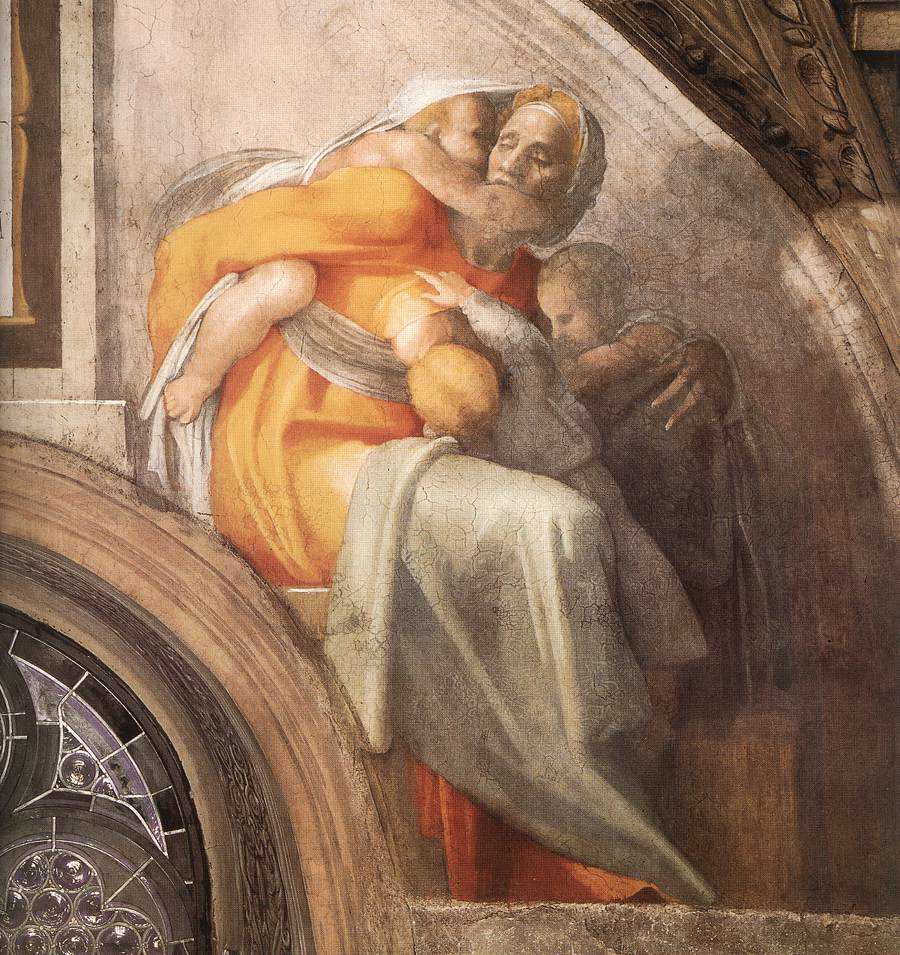
Détail.

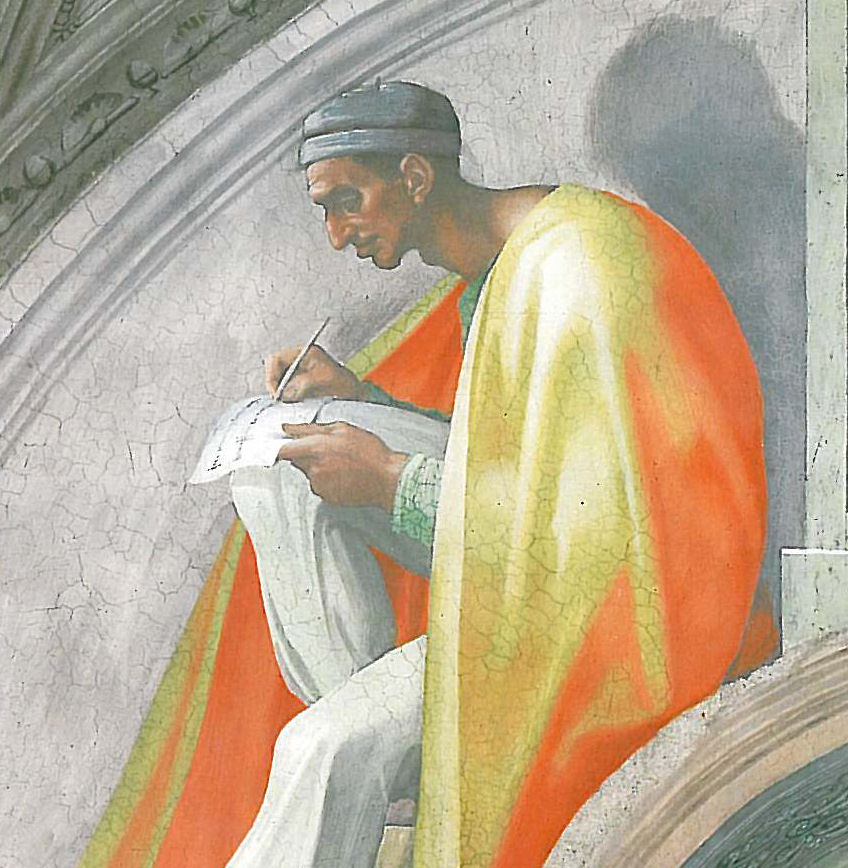
Détail.

Asa, Josaphat et Joram est une fresque réalisée par Michel-Ange vers 1511-1512 sur une lunette  des murs de la chapelle Sixtine dans les musées du Vatican à Rome. Elle a été réalisée dans le cadre des travaux de décoration de la voûte, commandés par Jules II .

## Histoire
Les lunettes, qui contiennent la série des Ancêtres du Christ, ont été réalisées, comme le reste des fresques de la voûte, en deux phases, à partir du mur du fond, en face de l'autel. Les derniers épisodes, d'un point de vue chronologique, des histoires ont donc été les premiers à être peints. À l'été 1511, la première moitié de la chapelle devait être achevée, nécessitant le démontage de l'échafaudage et sa reconstruction dans l'autre moitié. La deuxième phase, qui a débuté en octobre 1511, s'est terminée un an plus tard, juste à temps pour le dévoilement de l'œuvre la veille de la Toussaint 1512.
Parmi les parties les plus noircies de la décoration de la chapelle, les lunettes ont été restaurées avec des résultats étonnants en 1986.
La lunette d'Asa, Josaphat et Joram est probablement la neuvième à être peinte par Michel-Ange, la première après le remontage de l'échafaudage en bois.

## Description et style
Les lunettes suivent la généalogie du Christ à partir de l'Évangile de Matthieu. Asa, Josaphat et Joram sont dans la troisième lunette du mur gauche à partir de l'autel ; l'un des trois personnages, mais on ne sait pas lequel, est représenté dans le groupe familial dans le voûtain au-dessus.
Elle est organisée avec un groupe de personnages sur chaque moitié, entrecoupé du cartouche avec les noms des protagonistes écrits en capitales romaines : « ASA / IOSAPHAT / IORAM ». Dans les lunettes de la deuxième partie des travaux, la plaque a une forme simplifiée, due à l'insistance du pape qui voulait une conclusion rapide du chantier.
La couleur de fond de ces scènes est également différente, plus claire, avec des figures plus grandes et une exécution plus rapide et plus fluide. L'agrandissement des proportions est un dispositif optique, conçu pour ceux qui se déplacent dans la chapelle de la porte à l'autel (comme dans les processions solennelles), qui amplifie de façon illusionniste la taille de l'espace.
Sur la gauche, un vieil homme émacié, traditionnellement considéré comme Josaphat, vu de profil, est assis avec une position inhabituelle mais très naturelle des jambes, l'une étendue et l'autre pliée avec le pied posé sur le siège, soulevant un genou sur lequel il tient une feuille ou un parchemin où il écrit quelque chose avec une tige. Il porte un grand manteau jaune aux nuances rouges et verdâtres et un pantalon blanc serré aux chevilles. Ses chaussures sont roses, tandis qu'un chapeau gris couvre sa tête osseuse. Le visage est expressif, tandis qu'il regarde attentivement la feuille en allongeant le cou, montrant ainsi sa pomme d'Adam, un nez crochu et de grandes oreilles.
De l'autre côté, une mère est entourée de trois enfants : l'un l'embrasse par derrière, sur la joue, jetant un coup d'œil sous le voile, le second cherche le lait de son sein, et le dernier est tenu sous son bras avec un geste protecteur. C'est une représentation très similaire aux allégories de la Charité. Sa robe jaune, aux nuances orangées irisées, fait écho à celle de l'autre figure, bien que différente, avec des nuances plus riches et plus chaudes.